# Georg Kulenkampff
Georg Kulenkampff (né à Brême le 23 janvier 1898 – mort à Schaffhouse le 4 octobre 1948) est un violoniste allemand.
Il étudie d'abord à Brême, puis à Berlin à la Berlin Hochschule fur Musik avec Willy Hess. Il devient professeur de violon en 1925 et eut pour élève le jeune Ruggiero Ricci. Il fut également chef d'orchestre de l'orchestre philharmonique de Brême.
Il fut le soliste lors de la première interprétation objet de polémiques raciales, et du premier enregistrement du Concerto pour violon de Schumann peu après sa publication. Ce fut donc lui, un violoniste « aryen », qui le 19 octobre 1933 créa le concerto, revisité anonymement par Hindemith, alors que d'Arányi le donnait le lendemain, et Menuhin le 14 novembre, aux États-Unis, avec accompagnement de piano. L'arrogance de Kulenkampff est restée célèbre par la lettre qu'il écrira à Carl Flesch : « J'ai adapté la partie de violon, comme l'avait fait Hindemith. (…) À mon avis, l'original est, non adapté, tout simplement injouable ! Heureux aurait été Schumann que les modifications, qu'il avait vainement demandées à Joachim, aient été faites ! »
Il joua en trio avec le pianiste Edwin Fischer et le violoncelliste Enrico Mainardi. À son décès, il fut remplacé dans ce trio par Wolfgang Schneiderhan.
Il quitte l'Allemagne en 1944, à la fin de la Seconde Guerre mondiale et il s'installe en Suisse.